# Heartline
Heartline è un singolo del cantante britannico Craig David, pubblicato nel 2017 ed estratto dal suo settimo album in studio The Time Is Now.

## Tracce
1. Heartline – 3:12